# 人人彈起 (Twins專輯)
《人人彈起》，為香港女子雙人歌唱組合Twins的第四張精選專輯，該精選與鍾欣桐的首張個人EP人人彈起一起捆紮銷售，於2010年3月27日在香港一同發行，主要收錄兩首新歌「人人彈起」、「成長」。專輯封面分藍色版與橙色版兩種版本。

## 曲目
Disc 1
1. 人人彈起（「Twins人人彈起演唱會2010」主題曲）（New）
2. 眼紅紅
3. 風箏與風
4. 戀愛大過天
5. 飲歌
6. 下一站天后
7. 愛情當入樽
8. 千金
9. 雙失情人節
10. 女人味
11. 救生圈
12. 女校男生
13. Ichiban興奮
14. 明愛暗戀補習社
15. 冬令時間
16. 見習愛神

Disc 2
1. 成長（New）
2. 我們的紀念冊
3. 熱浪假期
4. 一時無兩
5. 大浪漫主義
6. 多謝失戀
7. 零4好玩
8. 亂世佳人
9. 黑色喜劇
10. 你不是好情人
11. 士多啤梨蘋果橙
12. 夏日狂嘩
13. 森巴皇后
14. 大紅大紫
15. 精選
16. 丟架

## 音樂錄影帶
| 歌名                            | 執導 | 制作 | 首發日期      | 附註                      |
| 人人彈起 （页面存档备份，存于） |      |      | 2010年3月26日 | Twins人人彈起演唱會主題曲 |
| 成長 （页面存档备份，存于）     |      |      | 2010年5月6日  |                           |

## 銷售成績
| 榜單                | 最高位 |
| ------------------- | ------ |
| 香港 唱片商會銷量榜 | 7      |
| 香港 HMV唱片銷量榜  | 6      |

## 派台歌曲
- 《人人彈起》
- 《成長》

## 獎項
1. 2010年度勁歌金曲優秀選第一回 - 得獎歌曲《人人彈起》
2. IFPI香港唱片銷量大獎2010 - 十大銷量廣東唱片《人人彈起 新歌加精選》